# 티우겡렝역
이 문서의 광둥어 명칭은 위키백과 자체의 광둥어 표기법을 따른 것입니다. 따라서 통용 표기법과는 다를 수 있습니다.
티우겡렝 역 (중국어 정체자: 調景嶺, 광둥어 예일: Tìuhgíngléhng, 영어: Tiu Keng Leng)은 홍콩 지하철 군통 선과 정관오 선이 지나는 환승역이다. 평면 환승 구조로 되어 있으며 군통 선의 동쪽 종착역이기도 하다. 정관오 선에서는 정관오 역과 야우통 역 사이에 있으며 야우통 역에서도 군통 선과 만난다. 신가이 지역에 위치한 군통 선 지하철역은 이곳이 유일하다. 역 상징색은 연두색이다.
티우겡렝 역 근처에는 긴밍 단지와 초이훙 법원이 자리해 있다. 주요 출입구는 추이링 로에 있다. 역 바깥에는 지상 대중교통 환승구역이 있다. 역 건물 설계는 아에다스가 맡았다.

## 역 구조

티우겡렝 역과 야우통 역 사이의 다중 평면환승 구조

정관오에서 가우룽 쪽으로 가고 싶은 승객은 정관오 선을 타고 티우겡렝까지 온 뒤 하차하여, 반대편 승강장에서 군통 선 열차에 올라타면 된다. 반대로 군통에서 군통 선을 타고 오는 승객은 티우겡렝 역이 마지막 역이므로 무조건 하차해야 하며 반대쪽 정관오 선으로 갈아타서 보람 역이나 로하스 파크 역 쪽으로 이동할 수 있다.
| 지상           | 대합실                          | 출입구, 대중교통 환승                                                   |
| 지상           | 대합실                          | 고객 서비스, MTR샵                                                      |
| 지상           | 대합실                          | 자판기, ATM기                                                           |
| L1 상층 승강장 | 승강장 2                        | ← 군통선 웡보 방면 (야우통)                                             |
| L1 상층 승강장 | 섬식 승강장, 왼쪽/오른쪽문 열림 |                                                                         |
| L1 상층 승강장 | 승강장 4                        | ← 정관오선 박곡 방면 (야우통) ← 정관오선 (로하스 파크 셔틀) 종착 승강장 |
| L2 하층 승강장 | 승강장 3                        | → 정관오선 보람/로하스 파크 방면 (정관오) →                             |
| L2 하층 승강장 | 섬식 승강장, 왼쪽/오른쪽문 열림 |                                                                         |
| L2 하층 승강장 | 승강장 1                        | → 군통선 종착 승강장 →                                                  |

### 출입구
- A1: 대중교통 환승
- A2: 홍콩 디자인 설계학원[3]
- B: 메트로타운, 레포인트, 명애박상학원[3]

## 대중교통

### 버스
다음 버스 노선은 티우겡렝 교통환승센터와 티우겡렝 역 (킹링 로 버스정류장, A1 출입구)에서 탈 수 있다.
| 번호 | 행선                                             |
| ---- | ------------------------------------------------ |
| 694  | 시우사이완 단지                                  |
| 792M | 사이궁 / 정관오역                                |
| 796C | 오스카 바이더시 / 소욱 단지                      |
| 796P | 짐사저이둥 / 로하스파크역 (피크 시간대 운행)     |
| 796S | 정관오역 / 아우타우곡역 (심야 운행)              |
| 796X | 로하스파크역 / 짐사저이둥                        |
| 798  | 사틴, 포탄                                       |
| A29P | 공항 (지상 교통센터) / 정관오역                  |
| E22A | 아시아월드 엑스포, 국제공항 / 홍싱 공원          |
| E22C | 공항 대기구역 (피크시간대 운행)                  |
| E22S | 보람 (아침 피크시간대 운행)                      |
| N29  | 국제공항, 둥충역 / 홍싱 공원 (심야 운행)         |
| N691 | 마카오 페리 부두, 중완, 완자이, 박곡 (심야 운행) |
| N796 | 짐사저이둥, 웡곡 / 정관오역 (심야 운행)          |